# Skyper
Skyper es un complejo de edificios situado en el distrito Bahnhofsviertel de Fráncfort, Alemania. El más alto de los tres edificios es un rascacielos de 154 m de altura y 38 plantas. Su silueta con forma de cuadrante es una parte característica del skyline de Fráncfort. 
Completada en 2004, la torre está conectada a una villa neoclásica de 1915 mediante un atrio de cristal de 9 m. La villa está catalogada como edificio de importancia histórica y perteneció, junto con toda la parcela, a la constructora Philipp Holzmann, que la usó como su sede corporativa. Un edificio con 52 apartamentos de una a tres habitaciones y espacio comercial en la planta baja completa  el complejo.
El proyecto de € 480 millones fue diseñado por los arquitectos de Fráncfort JSK, que fueron contratados por Holzmann AG. Cuando se consiguió la aprobación del edificio, su diseño fue construido por el contratista general ABG y el nuevo propietario, DekaBank, que había adquirido el edificio para un fondo inmobiliario abierto de su sucursal inmobiliaria, Deka Immobilien. Tras la finalización, en 2005, DekaBank se trasladó a las oficinas de las plantas más bajas como ocupante principal. Las plantas más altas están ocupadas por empresas bien conocidas como HSBC y Houlihan Lokey.
Skyper es propiedad de una compañía de inversión que pertenece al grupo bancario suizo UBS desde 2006.